# Ormelle
Ormelle (Ormełe /or'mɛe/ in veneto) è un comune italiano di 4 460 abitanti della provincia di Treviso in Veneto.

## Origini del nome
Il toponimo Ormelle deriva certamente da olmo ed è quindi un riferimento alla vegetazione che caratterizzava un tempo la zona. Tutt'oggi il termine veneto ormèe indica dei recipienti per il vino costruiti con il legno delle giovani piante di olmo.
Roncadelle trova diversi nomi analoghi in tutta Italia (si cita la vicina Roncade) ed è da collegare al latino runcare cioè "tagliare gli alberi con la roncola". Si tratta quindi di una località boscosa un tempo e successivamente dissodata a fini agricoli.
Tempio rimanda chiaramente alla chiesa costruita dai Templari.

## Storia
I più antichi reperti archeologici individuati a Ormelle risalgono all'epoca romana; probabilmente in quel periodo il territorio, favorito dalla vicinanza di Opitergium, era abitato e coltivato. In età paleocristiana fu fondata la pieve di Stabiuzzo, primo riferimento religioso per la zona.
Nel periodo successivo, sulla scia della decadenza di Oderzo (più volte saccheggiata dai barbari), il territorio si spopolò e solo dopo l'anno Mille si assisté a una ripresa che portò alla conversione di numerosi terreni improduttivi all'agricoltura. Si formarono così i centri abitati di Ormelle e Roncadelle, anche se il primo documento che le cita esplicitamente è del 1193.
A questa rinascita economica e demografica si contrappose una notevole instabilità politica. Ormelle e Roncadelle, soggette al comune di Treviso sin dal Duecento, ne seguirono le sorti quando ai suoi vertici si avvicendarono i da Romano, i da Camino, i della Scala e i da Carrara, per approdare infine alla Serenissima. I passaggi di potere furono tutt'altro che pacifici e gli stessi paesi ne furono direttamente coinvolti: nel 1368 vennero devastati dalle truppe dell'imperatore Carlo IV e nel 1411 da quelle dell'imperatore Sigismondo.
Diversa la storia di Tempio, che mantenne una certa autonomia amministrativa come possedimento dei Cavalieri Templari (XII secolo), ai quali succedettero nel 1312 i Cavalieri Ospitalieri.
Come già accennato, sul finire del XIV secolo la Repubblica di Venezia assoggettò definitivamente il Trevigiano, assicurando, fatte salve alcune parentesi, un lungo periodo di pace. Ciò, tuttavia, non portò molti benefici alla popolazione contadina, che continuò a soffrire carestie, pestilenze e le devastanti alluvioni del Piave.
Con la caduta della Serenissima (1797), il territorio fu occupato dalle truppe rivoluzionarie francesi che perpetuarono soprusi e saccheggi. L'anno successivo, in base al trattato di Campoformio, il Veneto passò all'arciducato d'Austria, ma già nel 1805 tornava ai Francesi come parte del napoleonico regno d'Italia; durante questo governo Ormelle, Roncadelle e Tempio vennero create comuni autonomi, anche se in seguito furono accorpate in un solo comune per poi essere subordinate a frazioni di Oderzo. Solo con il ritorno dell'Austria e la nascita del regno Lombardo-Veneto la situazione fu normalizzata con l'istituzione dell'odierno comune di Ormelle, con Roncadelle e Tempio come frazioni.
Nel 1866 entrò a far parte, assieme al resto del Veneto, del Regno d'Italia. Della storia recente vanno ricordati gli anni della Grande Guerra: dopo la rotta di Caporetto, nel 1917, il comune si trovò lungo il fronte del Piave e i paesi vennero rasi al suolo dai combattimenti, mentre la popolazione veniva evacuata.

### Simboli
Lo stemma comunale è stato concesso, assieme al gonfalone, con decreto del presidente della Repubblica del 16 giugno 1970. Esso riporta le rappresentazioni dei tre centri abitati che costituiscono il comune. Il fondo rosso, simbolo del vino locale Piave raboso, è attraversato da una banda azzurra che rimanda al Piave sul quale sorge la frazione di Roncadelle. Sopra la fascia, sulla destra, l'olmo si riferisce al capoluogo, mentre in basso a sinistra la croce bianca dei Cavalieri di Malta si ricollega alla frazione di Tempio. Le tre stelle d'argento sulla banda sono un ulteriore riferimento ai tre paesi.
Il gonfalone è un drappo di azzurro.

## Monumenti e luoghi d'interesse
- Chiesa di San Bartolomeo Apostolo
- Chiesa di San Giovanni Battista

## Società

### Evoluzione demografica
Abitanti censiti

### Etnie e minoranze straniere
Al 31 dicembre 2017 gli stranieri residenti nel comune erano 664, ovvero il 14,8% della popolazione. Di seguito sono riportati i gruppi più consistenti:
1. India 217
2. Romania 165
3. Albania 50
4. Marocco 47
5. Kosovo 28
6. Croazia 26
7. Nigeria 20
8. Cina 20

## Amministrazione
| Periodo | Periodo   | Primo cittadino      | Partito                   | Carica  | Note |
| ------- | --------- | -------------------- | ------------------------- | ------- | ---- |
| 1995    | 1999      | Bruno Bianchi        | Lista civica              | Sindaco |      |
| 1999    | 2004      | Bruno Bianchi        | Lista civica              | Sindaco |      |
| 2004    | 2009      | Andrea Manente       | Lega Nord - Liste civiche | Sindaco |      |
| 2009    | 2014      | Andrea Manente       | Lega Nord - Liste civiche | Sindaco |      |
| 2014    | 2019      | Sebastiano Giangravè | Lista civica              | Sindaco |      |
| 2019    | in carica | Andrea Manente       | Lega Nord - Lista civica  | Sindaco |      |

### Gemellaggi
- Balatonboglár, dal 2006